# Lago Lanalhue
Der Lago Lanalhue (Mapudungun: ḻaṉallwe – „Ort der gestraften Seelen“, deutsch: Lanalhue-See) ist ein See in Chile.
Er liegt zwischen den Städten Cañete und Contulmo in der Provinz Arauco, Región del Bío-Bío am Westhang der Kordillere von Nahuelbuta. Er ist bekannt für sein warmes Wasser und die Anwesenheit des Schwarzhalsschwans.

## Lage
Der See liegt 145 km von Concepcíon entfernt südlich von Tres Pinos an der Nationalstraße Ruta CH-160 in einer Höhe von 8 Metern über dem Meeresspiegel.

## Weblinks

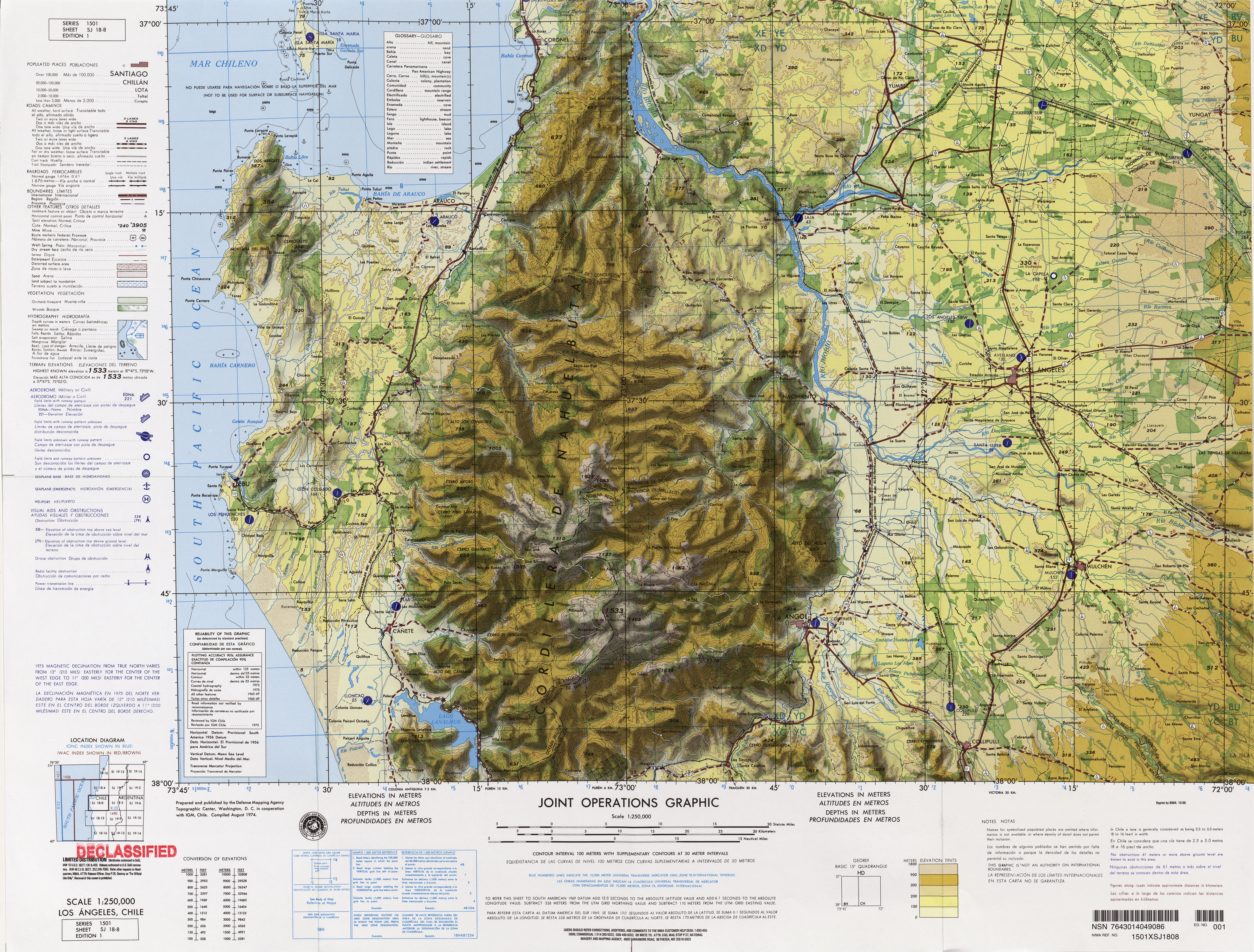
Lago Lanalhue, unten links.